# Ці Хун
Ці Хун (кит.: 祁宏, нар. 3 червня 1976, Шанхай, Китай) — колишній китайський футболіст, що грав на позиції півзахисника.
Виступав за національну збірну Китаю.

## Клубна кар'єра
У дорослому футболі дебютував 1995 року виступами за команду клубу «Шанхай Шеньхуа», в якій провів сім сезонів, взявши участь у 145 матчах чемпіонату. Більшість часу, проведеного у складі «Шанхай Шеньхуа», був основним гравцем команди.
Своєю грою за цю команду привернув увагу представників тренерського штабу клубу «Шанхай Інтернешнл», до складу якого приєднався 2002 року. Відіграв за команду з Шанхая наступні три сезони своєї ігрової кар'єри.
2005 року уклав контракт з клубом «Шанхай Дзіньчен», у складі якого провів наступний рік своєї кар'єри гравця.
Завершив професійну ігрову кар'єру у клубі «Шанхай Ляньчен», за команду якого виступав протягом 2006 року.

## Виступи за збірну
1998 року дебютував в офіційних матчах у складі національної збірної Китаю. Протягом кар'єри у національній команді, яка тривала шість років, провів у формі головної команди країни 39 матчів, забивши одинадцять голів.
У складі збірної був учасником кубка Азії з футболу 2000 року в Лівані, чемпіонату світу 2002 року в Японії та Південній Кореї.